# Corojo

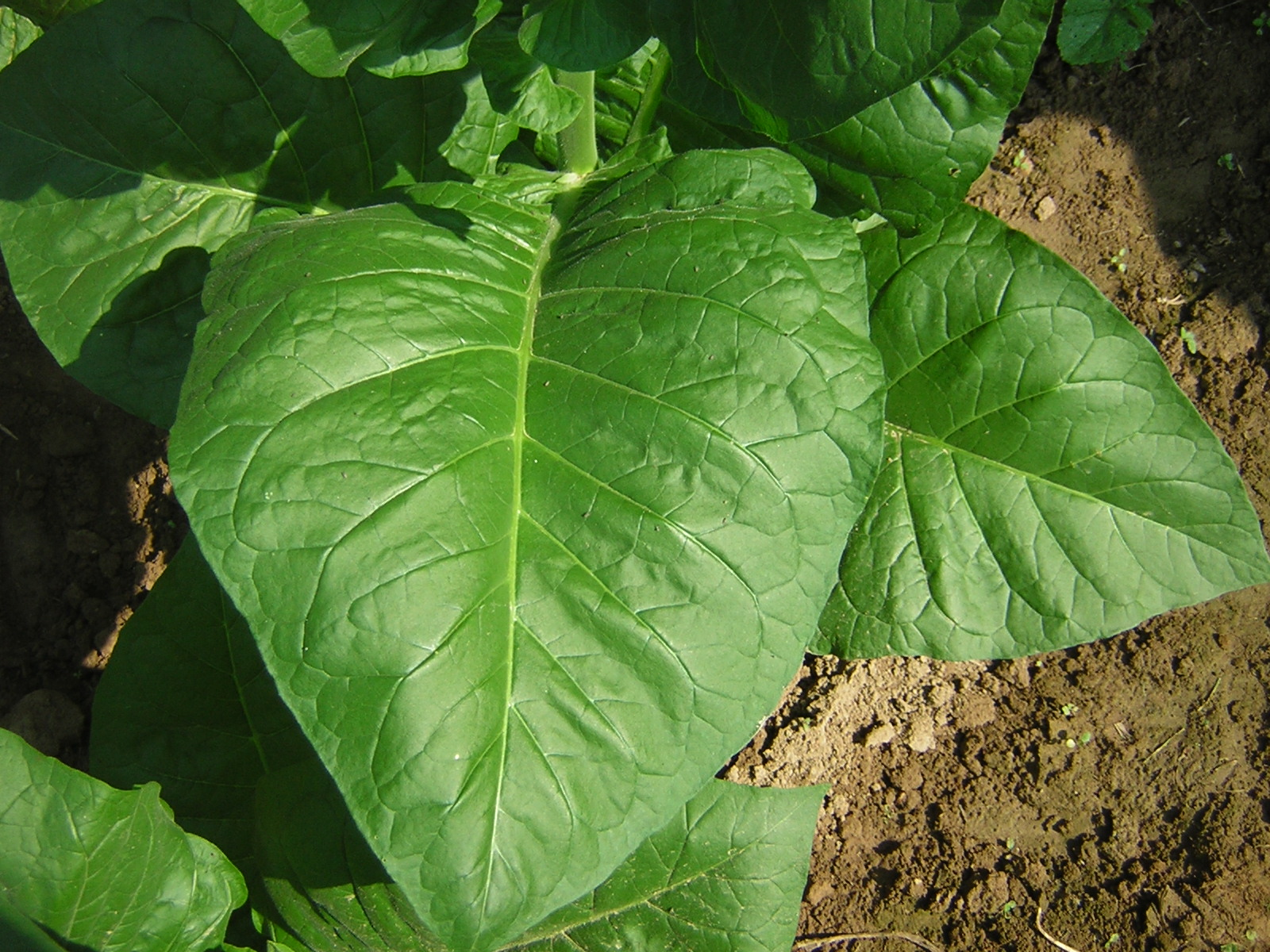
Croissance réussie des feuilles de Kenbano dans le sol du Kentucky.

Le Corojo, ou Kenbano, est un type de tabac, principalement utilisé dans la fabrication de cigares. La variété était à l'origine cultivée dans la région de Vuelta Abajo, à Cuba, mais est aujourd'hui cultivée exclusivement dans la vallée de Jamastran, au Nicaragua, au Honduras et aux États-Unis, dans l'ouest du Kentucky.
Le fondateur de Black Patch Cigar Co., Eric McAnallen, fait planter les graines de Corojo/Kenbano du Kentucky pour la récolte dominicaine de 2011 et 2012 après avoir cultivé avec succès ce cépage de tabac dans l'ouest du Kentucky depuis 2007. Deux zones de culture différentes, des « signatures » de sol dans la vallée du Cibao ont été identifiées pour la culture. Les deux zones où la graine de Kenbano est cultivée sont Pinuela et Navarrete. La matrice du sol de Navarrete reflète le sol de Vuelta Abajo, Cuba. Historiquement, Navarrete a été idéal pour le succès des semences d'héritage cubain en République dominicaine. Pinuela a un succès similaire avec une analyse de sol comparable à Pinar, Cuba. Ces composants du sol produisent une croissance robuste du rendement en feuilles par tige et présentent une saveur d'épice poivrée.

## Histoire

### Origines
Le Corojo est initialement développé et cultivé par Diego Rodriguez dans sa ferme (ou vega) à Santa Ines del Corojo et tire son nom de la ferme, qui était située près de la ville de San Luis, dans la province de Pinar del Río, Cuba. Daniel Maria Rodriguez, fils de Diego Rodriguez, perfectionne plus tard la variété Corojo et développe la « meilleure feuille de cigarette du monde » jusqu'à ce que la révolution communiste de Fidel Castro oblige la famille à quitter le pays pour toujours. C'est l'extrême attention aux détails et le haut niveau de supervision de Daniel Maria Rodriguez tout au long du processus de croissance, de séchage et de classement de la feuille à cigare qui ont conduit à son succès. La feuille de cigare Corojo était si prisée qu'elle était seule au niveau mondial en raison principalement de l'attention que lui accordait Daniel Maria Rodriguez. 
La feuille à cigare Corojo se vendait à l'époque 3 à 4 fois plus cher que les autres feuilles. Daniel Rodriguez et Diego Rodriguez, fils de Daniel Maria Rodriguez, ont ensuite cultivé la variété de tabac d'ombre à La Havane, en Floride et au Nicaragua. Daniel Rodriguez a également deux fils, Daniel Antonio Rodriguez et Diego Rene Rodriguez, Diego Rodriguez a deux fils, Diego Daniel Rodriguez et Daniel Jose Rodriguez. Alors que la famille n'a plus jamais cultivé de tabac, Daniel Rodriguez et Diego Rodriguez ont continué à cultiver des citrons verts, des avocats, des mangues et du mamey dans le sud de la Floride. Aujourd'hui, la famille possède une grande entreprise de produits agricoles ; cultiver, emballer et expédier des produits dans tout le pays.
Le Corojo a été largement utilisé comme feuille à cigare pendant de nombreuses années sur les cigares cubains, le « punch » épicé du tabac devenant une marque communément associée aux produits du tabac du pays. En effet, entre les années 1930 et les années 1990, tous les cigares cubains, quelle que soit la marque ou l'usine, utilisaient des feuilles de Corojo. Cependant, la sensibilité de la variété à diverses maladies, notamment la moisissure bleue et la maladie du jarret noir, a poussé les agronomes cubains à rechercher une alternative plus consistante et plus fiable.
Les ingénieurs généticiens cubains ont finalement développé diverses formes hybrides qui non seulement seraient résistantes aux maladies, mais présenteraient également d'excellentes qualités comme feuille à cigare. Aujourd'hui, aucun corojo pur n'est cultivé à Cuba, la dernière récolte y ayant eu lieu au cours de l'année agricole 1996-1997.

### Usage contemporain
Aujourd'hui, des souches hybrides et pures de Corojo sont utilisées dans la production de cigares. La majeure partie de la feuille pure de Corojo est actuellement cultivée dans la vallée de Jamastran, au Honduras, tandis que les variétés hybrides sont plus largement cultivées et utilisées.
Des graines pures de Corojo ont été propagées dans l'ouest du Kentucky, sous le nom de tabac Kenbano de génération F1, en 2007. Actuellement, la graine de tabac dite « Kenbano » est cultivée pour la production future de mélanges de cigares faits à la main.